# Baseball America
Baseball America – magazyn sportowy zajmujący się zagadnieniami nt. baseballu na każdym poziomie zaawansowania, ze szczególnym uwzględnieniem młodych perspektywicznych zawodników grających w szkołach średnich i uczelniach w USA oraz niższych ligach zawodowych. Aktualnie publikowany jest w formie dwutygodnika oraz w formie internetowej.
W czasopiśmie prowadzone są spisy najbardziej perspektywicznych zawodników tego sportu oraz zawiera dział dotyczący rozwoju zawodników z ich punktu widzenia. Motto czasopisma to Tych informacji o baseballu nie znajdziesz nigdzie indziej (ang. Baseball news you can’t find anywhere else).